# Трояновский, Александр Антонович
Алекса́ндр Анто́нович Трояно́вский (1 (13) января 1882, Тула — 23 июня 1955, Москва) — русский офицер и революционер, советский дипломат: полпред в Японии (1927—1933) и США (1933—1938); первый посол СССР в США.

## Биография
Отец Антон Иосифович Трояновский, потомственный дворянин, командовал гренадерским батальоном в сражении под Плевной. Отец умер рано от туберкулеза, и его вдова, Мария Родионовна, была вынуждена устроить двоих сыновей, старшего Антона и младшего Александра, в военные училища на казённый счет. В 1900 году Александр окончил Воронежский кадетский корпус и был принят в Михайловское артиллерийское училище, которое окончил в 1903 году и в чине подпоручика был направлен в 33-ю артиллерийскую бригаду Киевского военного округа.

### Офицер (1903—1906)
В 1903—1906 годах состоял на действительной службе в русской армии. Будучи офицером русской армии, выполнял задания большевистских организаций по распространению антивоенных листовок среди солдат во время Русско-японской войны.
В 1904 году прослушал курс лекций физико-математического и юридического факультетов Университета Св. Владимира (Киев).
С 1904 года — член РСДРП, Киевского комитета РСДРП и его Военной организации.
В апреле 1905 года был направлен в артиллерийскую часть, участвовавшую в боях с японскими войсками в Маньчжурии. Поручиком подал в отставку (1906), а в 1907 решением Киевского военно-окружного суда был лишён всех прав офицера в отставке.

### Арест (1908) и эмиграция (1910—1917)
В 1908 году арестован и 24 февраля 1909 года осуждён Киевским окружным судом к административной высылке в Енисейскую губернию. Отбывал ссылку в деревне Тиханово, Бельской волости, Енисейского уезда.
В 1910 году бежал из ссылки и по поддельным документам эмигрировал за границу. Сотрудничал с большевиками. Участник 9-го конгресса Второго интернационала (1912), Краковского (1912) и Поронинского (1913) совещаний ЦК РСДРП с партийными работниками. Член заграничной редакции журнала «Просвещение». Жил во Франции и в Австрии, сотрудничал с В. И. Лениным и встречался с И. В. Сталиным.
Большевик до 1914 года. С 1914 года — меньшевик-оборонец.

### Возвращение в Россию
В 1917 году вернулся в Россию, вступил в армию, участвовал в военных действиях на Юго-Западном фронте.
Был избран по меньшевистскому списку депутатом Учредительного собрания, высказывался за блок с эсерами и большевиками на выборах. На единственном заседании Учредительного собрания 5 января 1918 года выступил по вопросу о заключении мира, при этом прозрачно намекал на то, что большевики продают интересы России за «немецкое золото», все надежды на окончание войны связывал с Учредительным собранием.
На московском партийном совещании в мае 1918 года был избран членом ЦК партии меньшевиков.
В 1918—1921 годах состоял на службе в Красной армии, преподаватель в Школе старших инструкторов.

#### Аресты (1918, 1920)
В июле 1918 года был арестован, находился в Бутырской тюрьме, освобождён в октябре. Вторично был арестован в сентябре 1920 года, содержался в тюрьме в течение одного месяца.
Весной 1920 года при обсуждении доклада Мартова «Диктатура пролетариата и демократия» Трояновский обратил внимание на необходимость более развёрнутого ответа на вопрос «о взаимоотношении между буржуазной демократией и пролетарской», ибо, если принять, что «при буржуазной демократии рассчитывать на социалистическое большинство в представительных учреждениях нет оснований», тогда следует признать, что «единственно правильный путь к социализму — это путь Ленина. Через диктатуру меньшинства — к социализму».

#### В РКИ (с 1921)
С 1921 года — в аппарате Народного комиссариата рабоче-крестьянской инспекции РСФСР, которым тогда руководил И. В. Сталин. С 1923 года — член РКП(б).

#### Внешнеэкономическая деятельность (с 1924)
В 1924—1927 — председатель Правления Госторга РСФСР и член коллегии Народного комиссариата внешней торговли СССР. Спустя годы А. И. Микоян писал, что «Трояновский по своей хватке ничуть не уступал американским бизнесменам».

#### Дипломатическая деятельность
С 14 ноября 1927 по 24 января 1933 года — полномочный представитель СССР в Японии.
В 1933 году — заместитель председателя Государственной плановой комиссии при СНК СССР.

##### Первый посол в США

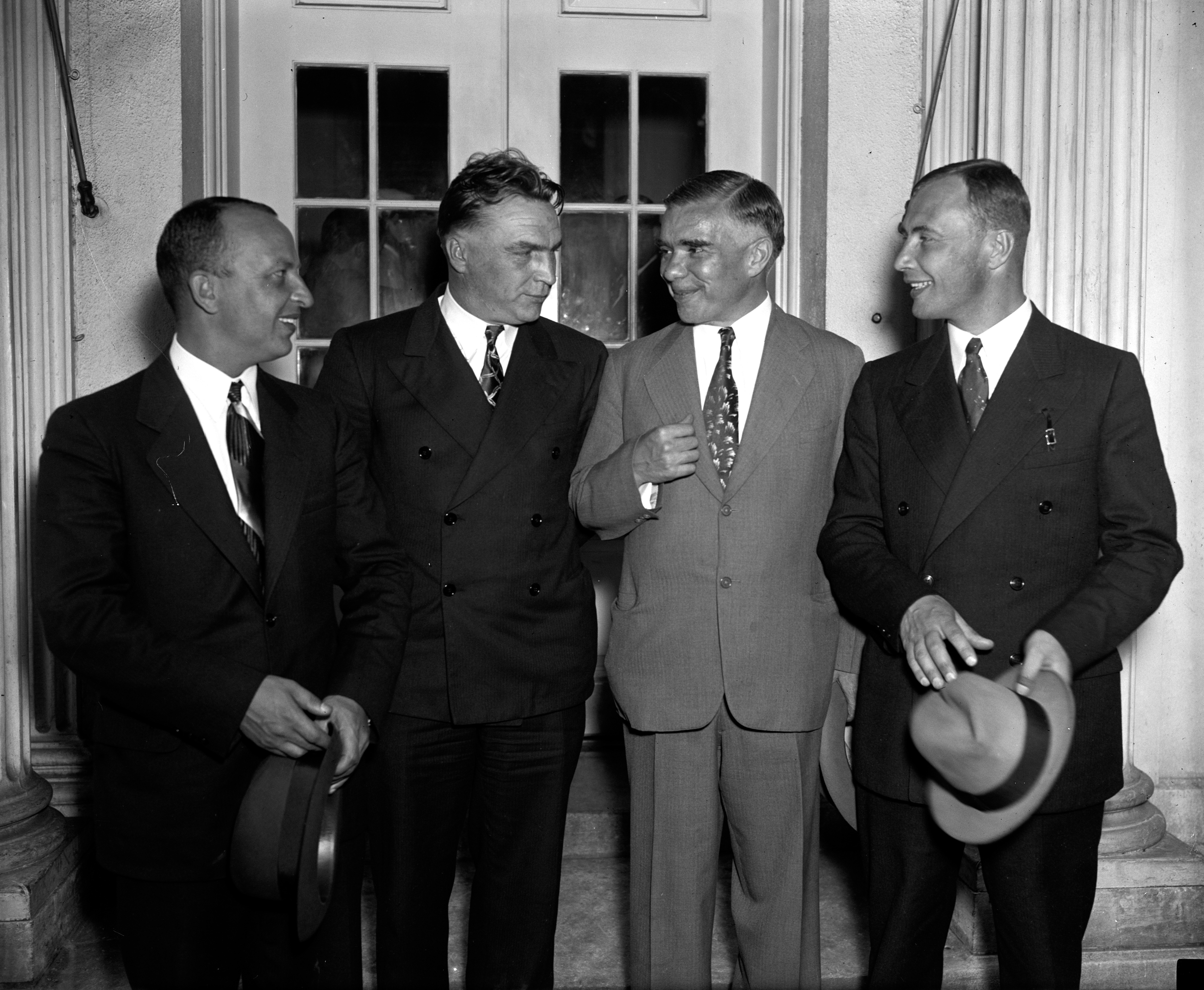
Участники перелета Москва- Ванкувер Г. Ф. Байдуков, В. П. Чкалов, А. В. Беляков и посол Трояновский (второй справа) на приёме в Белом доме во время встречи с президентом Рузвельтом

С 20 ноября 1933 по 1 октября 1938 года — полномочный представитель СССР в США. Вручение верительных грамот президенту США Ф. Д. Рузвельту состоялось не через две недели, как обычно, а на следующий день после приезда Трояновского в Вашингтон, что стало свидетельством желания президента США подчеркнуть особое уважение и внимание стране, которую представлял первый советский посол. Приветствуя Трояновского, Рузвельт выразил удовлетворение по поводу назначения на пост советского посла в Вашингтоне «человека, известного своим дружественным отношением к САСШ». Годы пребывания Трояновского на посту полномочного представителя СССР были годами становления советско-американских отношений, первых шагов по пути сотрудничества в торгово-экономической, научной и культурной областях. Трояновский сыграл важную роль в заключении советско-американского торгового соглашения 1935 года, ежегодно продлевавшегося в последующие годы. Рузвельт однажды пошутил на одном из приёмов в Белом доме: «Если господин Трояновский скажет, глядя на луну, что это солнце, я лично, господа, ему поверю…». Имел прямой доступ к Сталину, которому докладывал о сильных сторонах американской жизни, заслуживающих того, чтобы быть перенятыми в СССР. В своих донесениях из Вашингтона выступал за сближение с США перед лицом угрозы нацизма.

##### После командировки в США

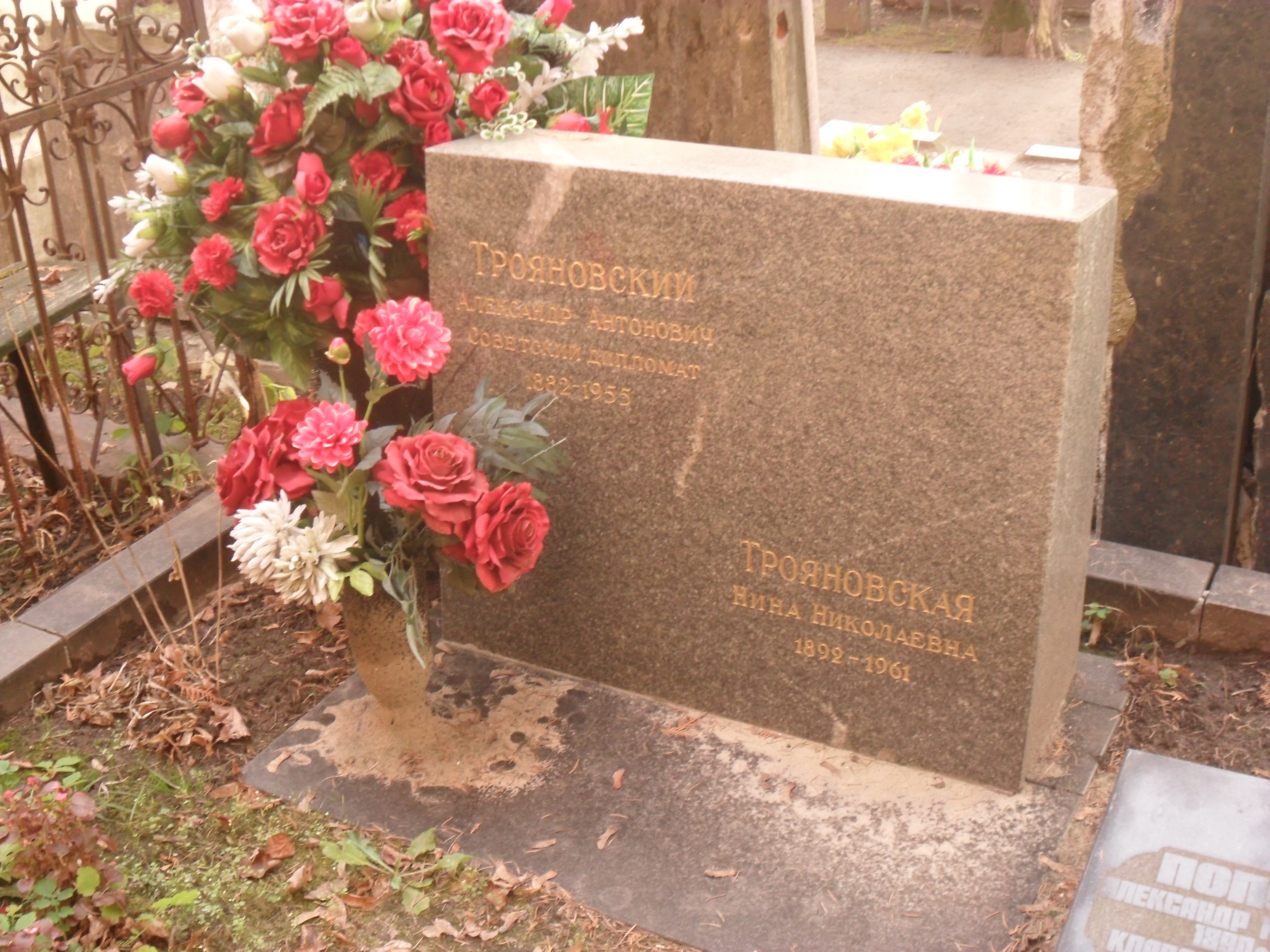
Могила Трояновского на Новодевичьем кладбище Москвы

В 1939—1941 преподавал в Высшей дипломатической школе НКИД СССР.
С 1941 года — работал в Совинформбюро при Совете министров СССР.
С 1947 года — профессор, преподавал в Высшей дипломатической школе.
Избирался членом ЦИК СССР.
Умер 23 июня 1955, в возрасте 73-х лет. Похоронен на Новодевичьем кладбище Москвы.

### Семья
Состоял в первом браке с Еленой Фёдоровной Розмирович (1886—1953). Вторая жена — Нина Николаевна Трояновская (рожд. Поморская; 1892—1961).
Дети — Галина (удочерена, дочь Е. Ф. Розмирович от первого брака), Олег (1919—2003).

## Сочинения
Автор предисловий к книгам серии «Библиотека внешней политики».
- Почему США воюют против гитлеровской Германии. — 2-е изд. — Л. : Госполитиздат, 1943. — 119 с.
- Трояновский А. А., Штейн Б. Е. История внешней политики СССР. — М.— Л., 1945. — Т. I. — 288 с.